# Sociedad de Remo de San Pedro

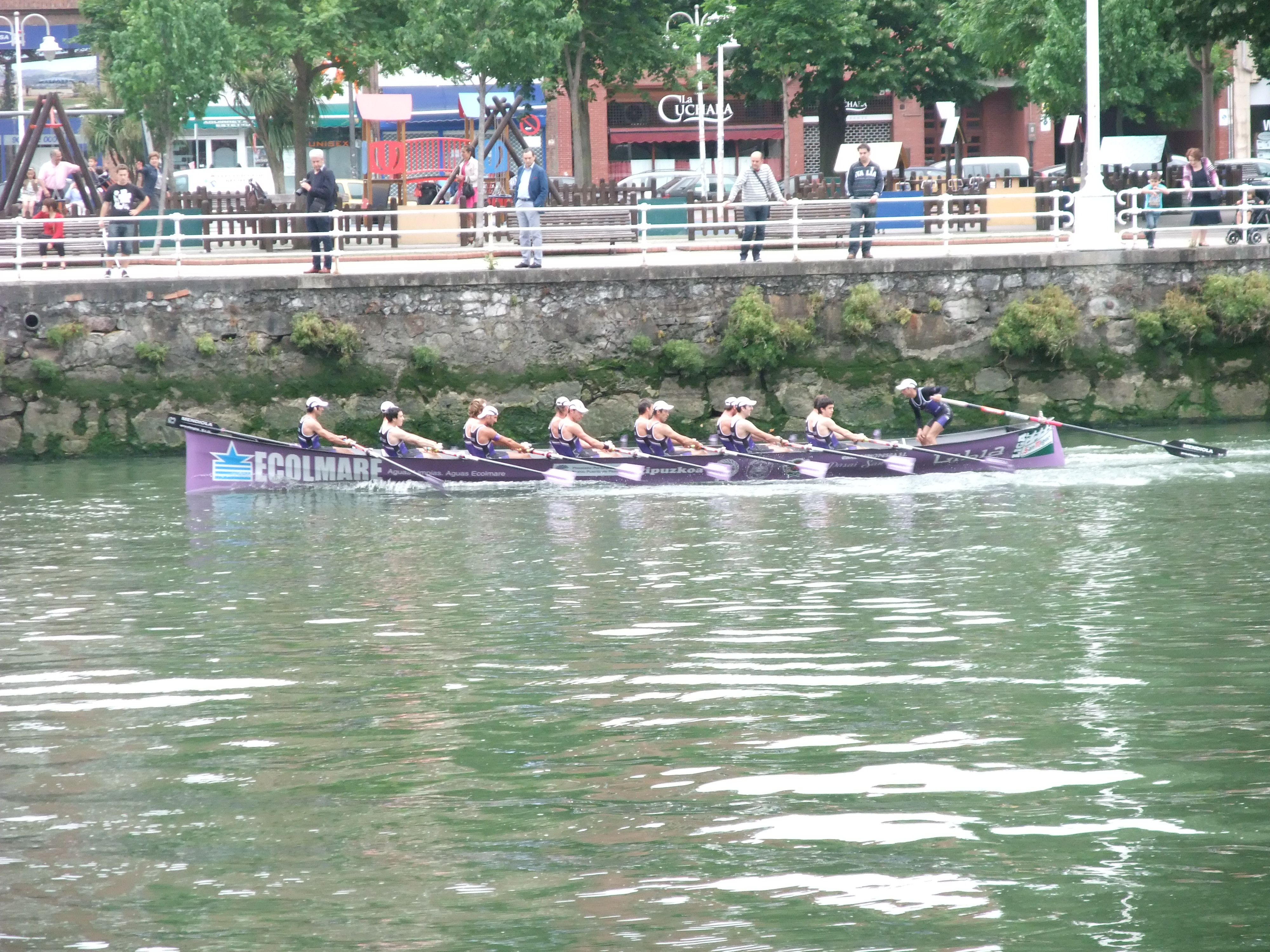
Pasajes de San Pedro en la bandera de Bilbao 2012.

La Sociedad de Remo de San Pedro (Sanpedrotarra Arraun Elkartea en euskera) es un club de remo del distrito de San Pedro de la localidad guipuzcoana de Pasajes, España.

## Historia
Se trata de uno de los clubes más laureados del Cantábrico y el segundo que más Banderas de la Concha atesora por detrás de Orio (15). Fue fundado como tal en 1958 si bien traineras de la localidad llevaban representando a San Pedro con éxito desde finales del siglo XIX. Su color es el morado y su trainera la Libia.
Tras unos años de crisis logró el ascenso a la Liga ACT en 2006 donde se mantiene desde entonces, contribuyendo junto con Koxtape y Trintxerpe a que Pasajes sea la única localidad del Cantábrico que ha tenido tres representantes en la máxima categoría del remo.

## Palmarés
- 4 Banderas de la Concha: 1989, 1991, 1993 y 1994 (más otras 11 antes de que se oficializara el club).
- 4 Campeonatos de España de Traineras: 1988, 1989, 1990 y 1994.
- 7 Campeonatos del País Vasco de Traineras: 1987, 1988, 1989, 1991, 1993, 1994 y 1996.
- 9 Campeonatos de Guipúzcoa de Traineras: 1988, 1989, 1990, 1993, 1994, 1995, 1996, 1997 y 2009.
- 9 Banderas Petronor: 1987-1993, 1998 y 2006.
- 4 Banderas de Zumaya: 1987, 1988, 1989, 1990 y 1999.
- 4 Banderas de Bermeo: 1987, 1992, 1993 y 1994.
- 1 Bandera de Sestao: 1988.
- 5 Banderas de Zarauz: 1988, 1991, 1992, 1994 y 1996.
- 1 Gran Premio Diputación de Cantabria: 1988.
- 4 Banderas de Santurce: 1991, 1992, 1993 y 1995.
- 2 Banderas de San Juan de Luz: 1991 y 1992.
- 1 Bandera de Ondárroa: 1992.
- 1 Bandera de Portugalete: 1993.
- 2 Banderas de Fuenterrabía: 1993, 1994 y 1998.
- 1 Banderra de Biárriz: 1994.
- 1 Bandera Ría del Asón: 1995.
- 2 Banderas de Guecho: 1995 y 1998.
- 1 Bandera de Elanchove: 1996.
- 7 Banderas de Pasajes San Pedro: 1994, 1995, 1996, 1998, 1999, 2001 y 2002.
- 6 Grandes Premios del Nervión: 1987, 1989, 1990, 1991, 1993 y 1994.
- 4 Grandes Premios Diputación de Vizcaya: 1990, 1991, 1993 y 1994.
- 4 Grandes Premios El Corte Inglés: 1987, 1990, 1993 y 1994.
- 5 Banderas de Lequeitio: 1992, 1993, 1994, 1996 y 2009.
- 3 Banderas de Urki: 1989, 1992 y 1994.
- 2 Banderas de Orio: 1996 y 1998.
- 2 Banderas Villa de Bilbao 1997 y 1998.
- 1 Liga de Traineras: 1994.
- 1 Liga Guipuzcoana de Traineras: 1993.
- 1 Bandera de Pasajes: 1987.
- 1 Bandera de Koxtape: 1993.
- 1 Bandera de Bayona (Galicia): 1991.
- 1 Bandera Euskal Etxea (Bcna): 1994.
- 1 Bandera de Hendaya: 1995.
- 1 Bandera de Renteria: 1995.
- 1 Bandera de Llanes: 1995.
- 1 Bandera de Carasa: 1995.
- 1 Bandera de Hernani: 1996.
- 1 Bandera de Donibaneko: 1996.
- 1 Bandera de El Diario Vasco: 1997.
- 1 Descenso del Oria: 2009.
- 1 Bandera de Moaña: 2009.